# Parmotrema perlatum
Parmotrema perlatum (Syn.: Lichen perlatus Huds., Parmelia perlata (Huds.) Ach.), deutsch zuweilen auch Breitlappige Schüsselflechte, ist eine weltweit verbreitete Blattflechtenart. Sie war Flechte des Jahres 2019.

## Beschreibung
Die Lager von Parmotrema perlatum erreichen bis zu 20 cm Durchmesser. Die Thallus-Oberseite ist in trockenem Zustand perlgrau, feucht grünlich. Sie besitzt an den Rändern schwarze Zilien. Die Unterseite ist schwarz, mit unverzweigten Rhizinen und einer bräunlich gefärbten Zone am Rand. Vor allem an den Rändern trägt sie Sorale, in denen die Soredien (ungeschlechtliche Vermehrungseinheiten) gebildet werden. Fruchtkörper (Apothecien) sind sehr selten.

## Vorkommen
Die Art ist auf der nördlichen und südlichen Hemisphäre und allen Kontinenten mit Ausnahme der Antarktis zu finden. Parmotrema perlatum wächst überwiegend auf Rinde in lichten Laubwäldern, gelegentlich, vor allem an Küsten, auch auf Silikatfelsen.
Als schwefeldioxid-empfindliche Art war Parmotrema perlatum im Zuge der Industrialisierung aus weiten Teilen Europas zeitweise fast verschwunden, als Folge der Rauchgasentschwefelung breitet sie sich jedoch wieder aus.

## Sonstiges
Parmotrema perlatum wird in einzelnen Gebieten Indiens, insbesondere in Tamil Nadu, als Gewürz verwendet, unter Bezeichnungen wie „Kalpasi“, „Kalpashi“ oder „Black stone flower“.
Aus der Flechte gewonnene Extrakte zeigten hohe antibakterielle und fungizide sowie antioxidative und krebshemmende Wirkung.
Die Bryologisch-lichenologische Arbeitsgemeinschaft für Mitteleuropa benannte Parmotrema perlatum als Flechte des Jahres 2019, deren Wiederausbreitung nicht nur eine Folge des Rückgangs bestimmter Luftschadstoffe ist, sondern auch als eher wärmeliebende Art mit der fortschreitenden Globalen Erwärmung in Verbindung gebracht werden kann.